# Nová Dedinka
Nová Dedinka (allemand : Neudorf bei Landschütz ) est un village de Slovaquie situé dans la région de Bratislava.

## Histoire
Première mention écrite du village en 1252.
La localité fut annexée par la Hongrie après le premier arbitrage de Vienne le 2 novembre 1938. À la libération, la commune a été réintégrée dans la Tchécoslovaquie reconstituée.
Le village de Dedinka pri Dunaji était une commune autonome en 1938. Il comptait 597 habitants en 1938 dont 6 juifs. Elle faisait partie du district de Galanta, en hongrois Galántai járás. Le nom de la localité avant la Seconde Guerre mondiale était Šáp. Durant la période 1938 -1945, le nom hongrois Dunasáp était d'usage.
Le hameau de Nová Ves pri Dunaji était une commune autonome en 1938. Il comptait 527 habitants en 1938. Elle faisait partie du district de Galanta, en hongrois Galántai járás. Le nom de la localité avant la Seconde Guerre mondiale était Nová Ves pri Dunaji/Duna-Újfalu. Durant la période 1938 -1945, le nom hongrois Dunaújfalu était d'usage.

## Démographie

### Évolution de la population
| Année:               | 1994. | 2004.   | 2014.    | 2024.    |
| -------------------- | ----- | ------- | -------- | -------- |
| Nombre de personnes: | 1592  | 1751    | 2315     | 3608     |
| Différence:          |       | +9,98 % | +32,21 % | +55,85 % |

| Année:               | 2023. | 2024.   |
| -------------------- | ----- | ------- |
| Nombre de personnes: | 3533  | 3608    |
| Différence:          |       | +2,12 % |